# ژان اود دماره
ژان اود دماره (انگلیسی: Jean Eudes Demaret؛ زادهٔ ۲۵ ژوئیهٔ ۱۹۸۴) دوچرخه‌سوار اهل فرانسه است.